# Dolní Hedeč
Dolní Hedeč (německy Niederheidisch) je vesnice a část města Králíky v okrese Ústí nad Orlicí. Nachází se asi 1,5 kilometru východně od Králík. Dolní Hedeč je také název katastrálního území o rozloze 3,83 km². V katastrálním území Dolní Hedeč leží i Kopeček.

## Historie
První písemná zmínka o vesnici pochází z roku 1577.
| Rok            | 1869 | 1880 | 1890 | 1900 | 1910 | 1921 | 1930 | 1950 | 1961 | 1970 | 1980 | 1991 | 2001 | 2011 | 2021 |
| -------------- | ---- | ---- | ---- | ---- | ---- | ---- | ---- | ---- | ---- | ---- | ---- | ---- | ---- | ---- | ---- |
| Počet obyvatel | 843  | 775  | 764  | 706  | 660  | 524  | 538  | 152  | 228  | 198  | 153  | 117  | 119  | 104  | 70   |

## Pamětihodnosti
U vesnice stojí rozhledna Val.